# Records de Hongrie d'athlétisme

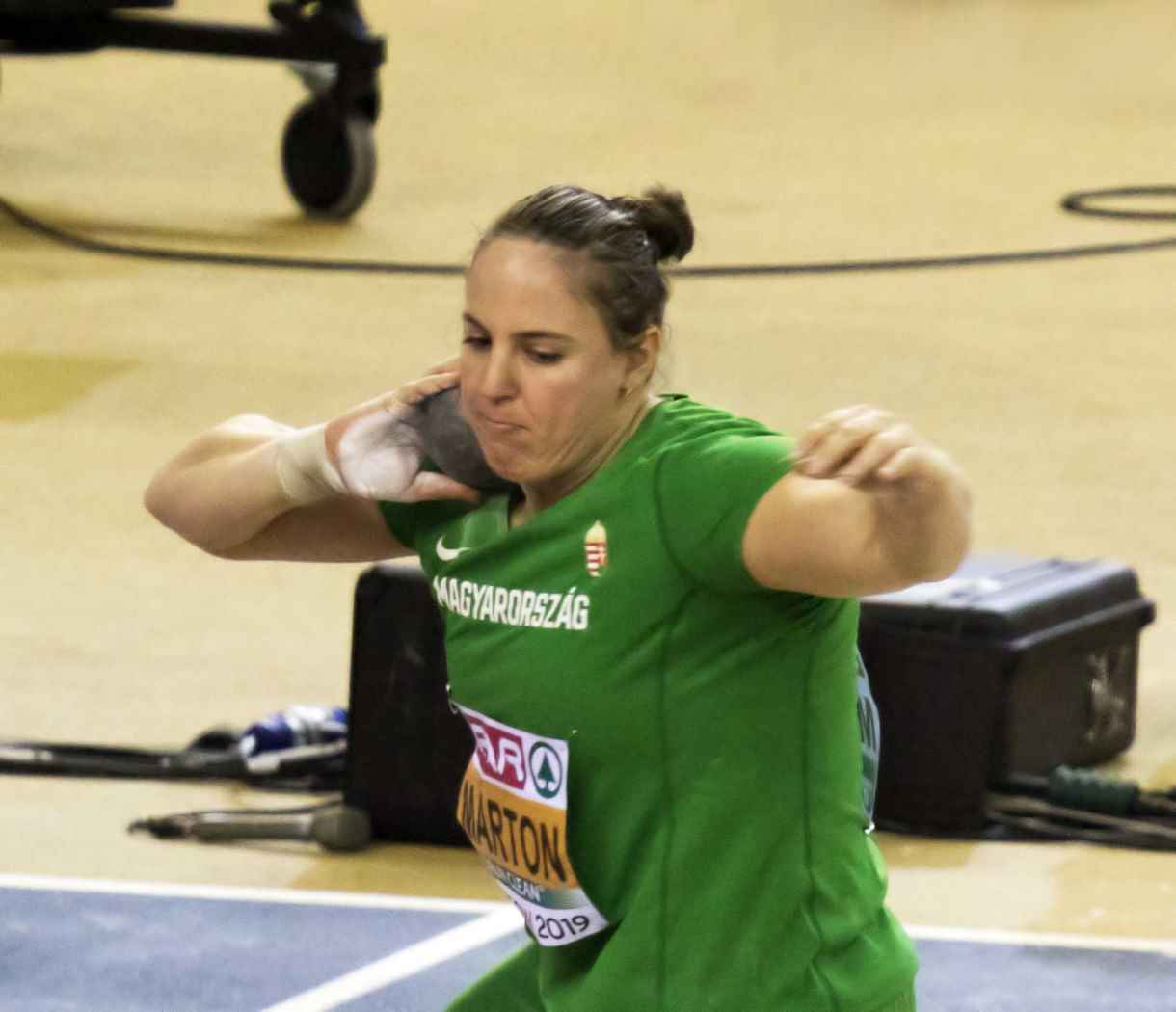
Anita Márton, championne du monde en salle du lancer du poids.

Les records de Hongrie d'athlétisme sont les meilleures performances réalisées par des athlètes hongrois et homologuées par la Fédération hongroise d'athlétisme.

## Hommes
| Épreuve                     | Record | Athlète                                                                    | Date              | Compétition                      | Lieu             | Réf.   |
| --------------------------- | --- | -------------------------------------------------------------------------- | ----------------- | -------------------------------- | ---------------- | ------ |
| 50 m                        | 5 s 71 | Roland Németh                                                              | 5 février 2000    |                                  | Nyíregyháza      |        |
| 60 m                        | 6 s 56 | Gábor Dobos                                                                | 16 janvier 1999   | Budapest Invitational            | Budapest         |        |
| 100 m                       | 10 s 08 (+1,0 m/s) | Roland Németh                                                              | 9 juin 1999       |                                  | Budapest         |        |
| 200 m                       | 20 s 11 (+0,7 m/s) | Attila Kovács                                                              | 21 août 1987      | Championnats de Hongrie          | Miskolc          | [ 1 ]  |
| 200 m piste courte          | 20 s 75 | Tamás Máté                                                                 | 19 février 2023   | Championnats de Hongrie en salle | Nyíregyháza      |        |
| 400 m                       | 44 s 84 | Attila Molnár                                                              | 20 août 2023      | Championnats du monde            | Budapest         | [ 2 ]  |
| 400 m piste courte          | 45 s 66 | Attila Molnár                                                              | 29 janvier 2025   | Belgrade Indoor Meeting          | Belgrade         |        |
| 400 m piste courte          | 45 s 08 | Attila Molnár                                                              | 4 février 2025    | Czech Indoor Gala                | Ostrava          |        |
| 800 m                       | 1 min 45 s 37 | Tamás Kazi                                                                 | 8 septembre 2013  | Meeting de Rieti                 | Rieti            | [ 3 ]  |
| 800 m piste courte          | 1 min 46 s 20 | Balázs Vindics                                                             | 23 février 2020   |                                  | Budapest         |        |
| 1 500 m                     | 3 min 35 s 57 | Balázs Tölgyesi                                                            | 1er août 1996     | Jeux olympiques                  | Atlanta          |        |
| 1 500 m piste courte        | 3 min 37 s 55 | István Szögi                                                               | 30 janvier 2021   |                                  | Vienne           |        |
| Mile                        | 3 min 55 s 13 | István Knipl                                                               | 29 août 1984      |                                  | Coblence         |        |
| Mile piste courte           | 3 min 57 s 21 | István Szögi                                                               | 26 janvier 2024   |                                  | Boston           |        |
| 2 000 m                     | 5 min 0 s 73 | István Szögi                                                               | 17 février 2022   |                                  | Liévin           |        |
| 2 000 m piste courte        | 5 min 0 s 73 | István Szögi                                                               | 17 février 2022   |                                  | Liévin           |        |
| 3 000 m                     | 7 min 46 s 42 | István Szögi                                                               | 27 juillet 2024   |                                  | Louvain          |        |
| 3 000 m piste courte        | 7 min 47 s 42 | István Palkovits                                                           | 28 janvier 2024   |                                  | Val-de-Reuil     |        |
| 5 000 m                     | 13 min 26 s 96 | Balázs Csillag                                                             | 20 juillet 2002   |                                  | Heusden-Zolder   | [ 4 ]  |
| 5 000 m piste courte        | 14 min 03 s 03 | Tibor Végh                                                                 | 15 février 2008   | Tyson Invitational               | Fayetteville     |        |
| 10 000 m                    | 28 min 1 s 88 | Zoltán Káldy                                                               | 6 juillet 1991    | Bislett Games                    | Oslo             |        |
| 10 km                       | 28 min 35 s | László Tóth                                                                | 10 octobre 2010   |                                  | Uherské Hradiště |        |
| Semi-marathon               | 1 h 2 min 22 s | Zoltán Kadlót                                                              | 20 avril 1996     |                                  | Belgrade         |        |
| Marathon                    | 2 h 10 min 43 s | Levente Szemerei                                                           | 29 septembre 2024 | Marathon de Varsovie             | Varsovie         | [ 5 ]  |
| 100 km                      | 6 h 31 min 35 s | János Bogár                                                                | 11 avril 1999     |                                  | Encs             |        |
| 50 m haies                  | 6 s 63 | Gergely Palágyi                                                            | 11 février 2004   |                                  | Szolnok          |        |
| 60 m haies                  | 7 s 53 | Balázs Baji                                                                | 19 février 2017   | Championnats de Hongrie en salle | Budapest         |        |
| 110 m haies                 | 13 s 15 (+0,3 m/s) | Balázs Baji                                                                | 4 juillet 2017    | Mémorial István-Gyulai           | Székesfehérvár   | [ 6 ]  |
| 400 m haies                 | 48 s 45 | Dusán Kovács                                                               | 3 août 1997       | Championnats du monde            | Athènes          |        |
| 3 000 m steeple             | 8 min 17 s 97 | Gábor Markó                                                                | 21 juillet 1984   |                                  | Potsdam          |        |
| Saut en hauteur             | 2,28 m | László Boros                                                               | 6 juillet 2005    | Championnats de Hongrie          | Debrecen         | [ 1 ]  |
| Saut à la perche            | 5,92 m | István Bagyula                                                             | 5 juillet 1991    | Meeting Gugl                     | Linz             |        |
| Saut en longueur            | 8,30 m | László Szalma                                                              | 7 juillet 1985    |                                  | Budapest         |        |
| Triple saut                 | 17,25 m (i) | Béla Bakosi                                                                | 6 mars 1988       |                                  | Budapest         |        |
| Lancer du poids             | 20,81 m (i) | Zsolt Bíber                                                                | 15 février 2004   | Budapest Indoor Meeting          | Budapest         |        |
| Lancer du disque            | 71,70 m | Róbert Fazekas                                                             | 14 juillet 2002   |                                  | Szombathely      |        |
| Lancer du marteau           | 84,19 m | Adrián Annus                                                               | 10 août 2003      |                                  | Szombathely      |        |
| Lancer du javelot           | 84,98 m | György Herczeg                                                             | 26 juillet 2023   |                                  | Eisenstadt       | [ 7 ]  |
| Décathlon                   | 8 554 pts | Attila Zsivoczky                                                           | 3–4 juin 2000     | Hypo-Meeting                     | Götzis           | [ 8 ]  |
| Décathlon                   | 10 s 64 (+2,1 m/s) (100 m), 7,24 m (-1,0 m/s) (longueur), 15,72 m (poids), 2,18 m (hauteur), 48 s 13 (400 m) 14 s 87 (-0,9 m/s) (110 m haies), 45,64 m (disque), 4,65 m (perche), 63,57 m (javelot), 4 min 23 s 13 (1 500 m) |                                                                            |                   |                                  |                  |        |
| Heptathlon piste courte     | 6 249 points | Dezső Szabó                                                                | 1er mars 1998     | Championnats d'Europe en salle   | Valence          |        |
| Heptathlon piste courte     | 7 s 00 (60 m), 7,50 m (longueur), 14,40 m (poids), 2,02 m (hauteur) 8 s 09 (60 m haies), 5,30 m (perche), 2 min 38 s 12 (1 000 m)                                                                                            |                                                                            |                   |                                  |                  |        |
| 5 000 m marche piste courte | 18 min 34 s 77 | Sándor Urbanik                                                             | 5 mars 1989       | Budapest Indoor Meeting          | Budapest         |        |
| 20 km marche (route)        | 1 h 20 min 41 s | Sándor Urbanik                                                             | 19 avril 1997     | Coupe du monde de marche 1997    | Poděbrady        |        |
| 35 km marche (route)        | 2 h 32 min 30 s | Sándor Urbanik                                                             | 6 février 1999    |                                  | Budapest         |        |
| 50 km marche (route)        | 3 h 43 min 56 s | Máté Helebrandt                                                            | 13 août 2017      | Championnats du monde            | Londres          | [ 9 ]  |
| 4 × 100 m                   | 38 s 67 | Équipe nationale László Karaffa István Nagy István Tatár Attila Kovács     | 11 août 1986      |                                  | Budapest         |        |
| 4 × 400 m                   | 3 min 2 s 09 | Équipe nationale Ernő Steigerwald Patrik Enyingi Zoltán Wahl Attila Molnár | 11 juin 2024      | Championnats d'Europe            | Rome             | [ 10 ] |
| 4 × 400 m piste courte      | 3 min 8 s 58 | Équipe nationale Tamás Máté Dániel Huller Zoltán Wahl Attila Molnár        | 28 janvier 2023   |                                  | Nyíregyháza      |        |

## Femmes
| Épreuve                     | Record | Athlète                                                                        | Date              | Compétition                      | Lieu           | Réf.   |
| --------------------------- | --- | ------------------------------------------------------------------------------ | ----------------- | -------------------------------- | -------------- | ------ |
| 50 m                        | 6 s 27 | Boglárka Takács                                                                | 4 février 2025    |                                  | Budapest       |        |
| 60 m                        | 7 s 20 | Boglárka Takács                                                                | 17 février 2024   |                                  | Budapest       |        |
| 100 m                       | 11 s 10 (+1,5 m/s) | Boglárka Takács                                                                | 2 août 2024       | Jeux olympiques                  | Saint Denis    | [ 11 ] |
| 200 m                       | 22 s 71 () | Boglárka Takács                                                                | 26 mai 2024       |                                  | Budapest       |        |
| 200 m piste courte          | 23 s 56 | Boglárka Takács                                                                | 18 février 2024   |                                  | Nyíregyháza    |        |
| 400 m                       | 51 s 50 | Ilona Pál                                                                      | 11 août 1980      |                                  | Budapest       |        |
| 400 m piste courte          | 52 s 29 | Judit Forgács                                                                  | 8 février 1987    |                                  | Budapest       |        |
| 800 m                       | 1 min 59 s 46 | Judit Varga                                                                    | 12 juin 2003      | Golden Spike Ostrava             | Ostrava        |        |
| 800 m piste courte          | 2 min 01 s 80 | Judit Varga                                                                    | 5 février 1999    | Hungarian Indoor Grand Prix      | Budapest       |        |
| 1 500 m                     | 4 min 01 s 26 | Judit Varga                                                                    | 16 août 2002      | Weltklasse Zürich                | Zurich         |        |
| 1 500 m piste courte        | 4 min 06 s 04 | Judit Varga                                                                    | 15 février 2004   | BW-Bank Meeting                  | Karlsruhe      |        |
| Mile                        | 4 min 28 s 42 | Judit Varga                                                                    | 7 août 1999       |                                  | Hechtel-Eksel  |        |
| Mile piste courte           | 4 min 37 s 70 | Lili Anna Vindics-Tóth                                                         | 21 septembre 2024 |                                  | Brassó         |        |
| 3 000 m                     | 8 min 32 s 70 | Katalin Szentgyörgyi                                                           | 6 juillet 2001    | Meeting Areva                    | Saint Denis    |        |
| 3 000 m piste courte        | 8 min 55 s 45 | Viktória Gyürkés                                                               | 17 février 2021   |                                  | Toruń          |        |
| 5 000 m                     | 15 min 02 s 00 | Katalin Szentgyörgyi                                                           | 2 juin 2002       |                                  | Hengelo        |        |
| 5 000 mètres piste courte   | 16 min 00 s 17 | Krisztina Papp                                                                 | 31 janvier 2004   | Sparkassen Cup                   | Stuttgart      |        |
| 10 000 m                    | 31 min 40 s 31 | Anikó Kálovics                                                                 | 5 juillet 2003    |                                  | Watford        |        |
| 10 km                       | 31 min 41 s | Beata Rakonczai                                                                | 21 mai 2006       |                                  | Manchester     |        |
| Semi-marathon               | 1 h 08 min 58 s | Anikó Kálovics                                                                 | 1er avril 2007    |                                  | Milan          |        |
| Marathon                    | 2 h 25 min 52 s | Nóra Szabó                                                                     | 1er décembre 2024 | Marathon de Valence              | Valence        | [ 12 ] |
| 100 km                      | 7 h 25 min 21 s | Edit Bérces                                                                    | 9 septembre 2000  |                                  | Winschoten     |        |
| 50 m haies piste courte     | 6 s 89 | Xénia Siska                                                                    | 21 février 1981   |                                  | Grenoble       |        |
| 60 m haies piste courte     | 7 s 92 | Luca Kozák                                                                     | 27 février 2022   | Championnats de Hongrie en salle | Nyíregyháza    |        |
| 100 m haies                 | 12 s 69 (+0,3 m/s) | Luca Kozák                                                                     | 21 août 2022      | Championnats d'Europe            | Munich         | [ 13 ] |
| 100 m haies                 | 12 s 69 (-0,1 m/s) | Luca Kozák                                                                     | 21 août 2022      | Championnats d'Europe            | Munich         | [ 13 ] |
| 400 m haies                 | 54 s 02 A | Judit Szekeres                                                                 | 23 janvier 1998   |                                  | Roodepoort     |        |
| 3 000 m steeple             | 9 min 26 s 59 | Zita Kácser                                                                    | 31 août 2019      | Super League Final               | Budapest       | [ 14 ] |
| Saut en hauteur             | 2,00 m | Dóra Györffy                                                                   | 26 juillet 2001   | Championnats de Hongrie          | Nyíregyháza    | [ 1 ]  |
| Saut à la perche            | 4,57 m | Hanga Klekner                                                                  | 29 juin 2024      | Championnats de Hongrie          | Budapest       | [ 15 ] |
| Saut en longueur            | 6,86 m (+1,3 m/s) | Tünde Vaszi                                                                    | 7 août 2001       | Championnats du monde            | Edmonton       | [ 16 ] |
| Triple saut                 | 14,00 m (+1,3 m/s) | Zita Bálint                                                                    | 11 mai 1996       |                                  | Budapest       |        |
| Lancer du poids             | 19,87 m | Anita Márton                                                                   | 12 août 2016      | Jeux olympiques                  | Rio de Janeiro | [ 17 ] |
| Lancer du disque            | 66,48 m | Márta Kripli                                                                   | 11 août 1986      |                                  | Budapest       |        |
| Lancer du marteau           | 73,44 m | Éva Orbán                                                                      | 25 mai 2013       | Werfertage                       | Halle          | [ 18 ] |
| Lancer du javelot           | 64,62 m | Nikolett Szabó                                                                 | 22 juillet 2001   |                                  | Patras         |        |
| Heptathlon                  | 6 651 pts | Xénia Krizsán                                                                  | 30 mai 2021       | Hypo-Meeting                     | Götzis         | [ 19 ] |
| Heptathlon                  | 13 s 31 (+0,1 m/s) (100 m haies), 1,80 m (hauteur), 14,47 m (poids), 24 s 32 (+1,3 m/s) (200 m) / 6,41 m (+1,1 m/s) (longueur), 52,02 m (javelot), 2 min 11 s 51 (800 m) |                                                                                |                   |                                  |                |        |
| Pentathlon piste courte     | 4 775 points | Rita Ináncsi                                                                   | 11 mars 1994      | Championnats d'Europe en salle   | Paris          |        |
| Pentathlon piste courte     | 8 s 39 (60 m haies), 1,87 m (hauteur), 14,47 m (poids), 6,57 m (longueur), 2 min 20 s 87 (800 m)                                                                         |                                                                                |                   |                                  |                |        |
| 3 000 m marche piste courte | 12 min 19 s 08 | Ildikó Ilyés                                                                   | 26 février 1991   |                                  | Budapest       |        |
| 20 km marche (route)        | 1 h 30 min 05 s | Viktória Madarász                                                              | 13 août 2017      | Championnats du monde            | Londres        | [ 20 ] |
| 35 km marche (route)        | 2 h 49 min 58 s | Viktória Madarász                                                              | 16 août 2022      | Championnats d'Europe            | Munich         | [ 21 ] |
| 50 km marche (route)        | 4 h 40 min 05 s | Andrea Kovács                                                                  | 19 mai 2019       | Coupe d'Europe de marche         | Alytus         | [ 22 ] |
| 4 × 100 m                   | 43 s 38 | Équipe nationale Gréta Kerekes Jusztina Csóti Boglárka Takács Anna Luca Kocsis | 25 août 2023      | Championnats du monde            | Budapest       | ,      |
| 4 × 400 m                   | 3 min 27 s 79 | Équipe nationale Evelin Nádházy Bianka Kéri Fanni Rapai Janka Molnár           | 26 août 2023      | Championnats du monde            | Budapest       | [ 25 ] |
| 4 × 400 m piste courte      | 3 min 37 s 11 | Équipe nationale Evelin Nádházy Fanni Rapai Sára Máto Janka Molnár             | 28 février 2023   |                                  | Nyíregyháza    |        |

## Mixte
| Épreuve   | Record        | Athlète                                            | Date         | Compétition           | Lieu     | Réf.   |
| --------- | ------------- | -------------------------------------------------- | ------------ | --------------------- | -------- | ------ |
| 4 × 400 m | 3 min 14 s 18 | Attila Molnár Bianka Kéri Zoltán Wahl Janka Molnár | 19 août 2023 | Championnats du monde | Budapest | [ 26 ] |